# Revell
Revell — американская компания-производитель масштабных моделей из пластика. Компания является мировым лидером в производстве сборных моделей.

## История
Американская компания Revell основана в 1943 году (некоторые источники утверждают, что в 1945-м) в Калифорнии Льюисом Х. Глазером. Производство компания запустила недалеко от Лос-Анджелеса. В 1980-х годах объединилась с другой компанией производителем моделей Monogram и сейчас производит модели под единым брендом Revell. Европейское отделение Revell представлено компанией Revell Germany, которое изначально находилось в Билефельде, а затем в Бюнде. Оно было отделено от американской компании в 2006 году.
Изначально компания Revell выпускала пластмассовые игрушки, мебель для кукол и игрушечные стиральные машины. В 1947 году компания начала производить масштабные модели автомобилей из нескольких пластмассовых частей. К 1956 году модели начали продавать не только в Америке, но и в Европе, а к 1970-м годам там развернулось и производство.
В 1994 году компания Revell-Monogram была приобретена компанией Hallmark Cards.
2 мая 2007 года компания Hobbico Inc приобрела Revell-Monogram.

## Продукция

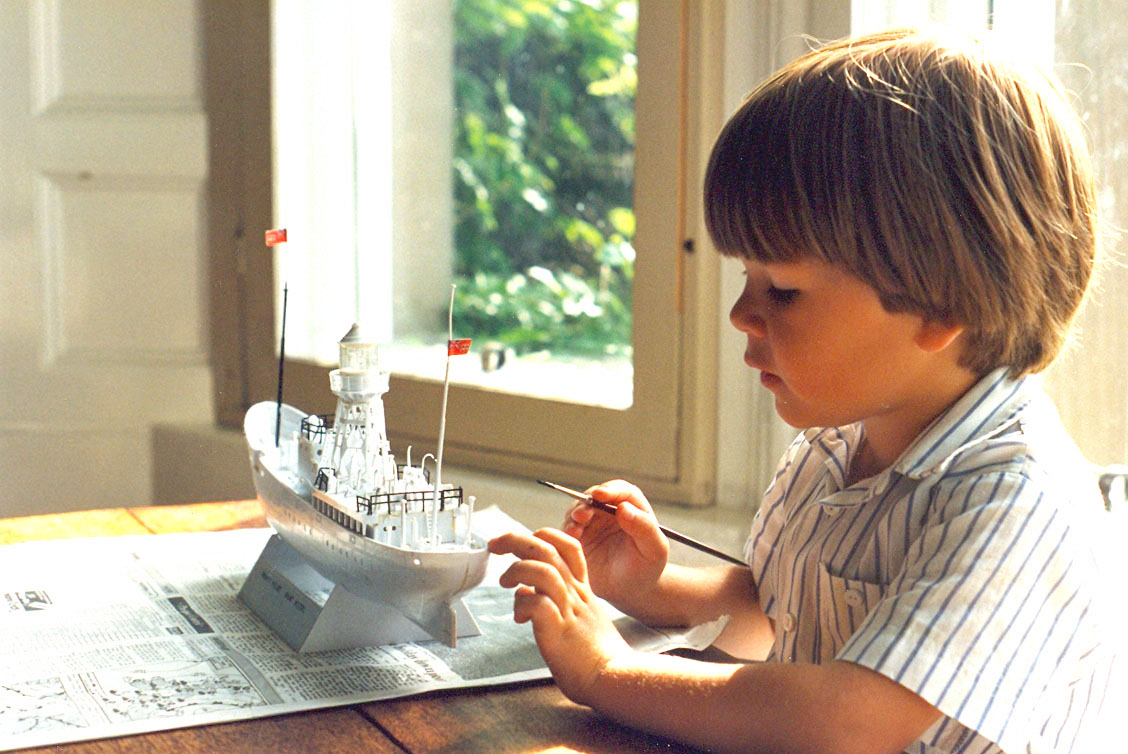
4-летний ребёнок начинает раскрашивать модель корабля South Goodwin Lightship

Первая модель производства компании Revell была выпущена в 1953 году, это был военный корабль США USS Missouri. Первые три самолёта — американские F-94C, F7U-1 и F9F-6 были без шасси и с небольшим количеством деталей. Эти три комплекта для сборки моделей продавались также и в одном подарочном наборе, под названием «Три американских истребителя».
В 1995 году компания продала 5 миллионов игрушек. Самая успешная модель — это модель судна Титаник, объём продаж которой составил более 2 миллионов штук.

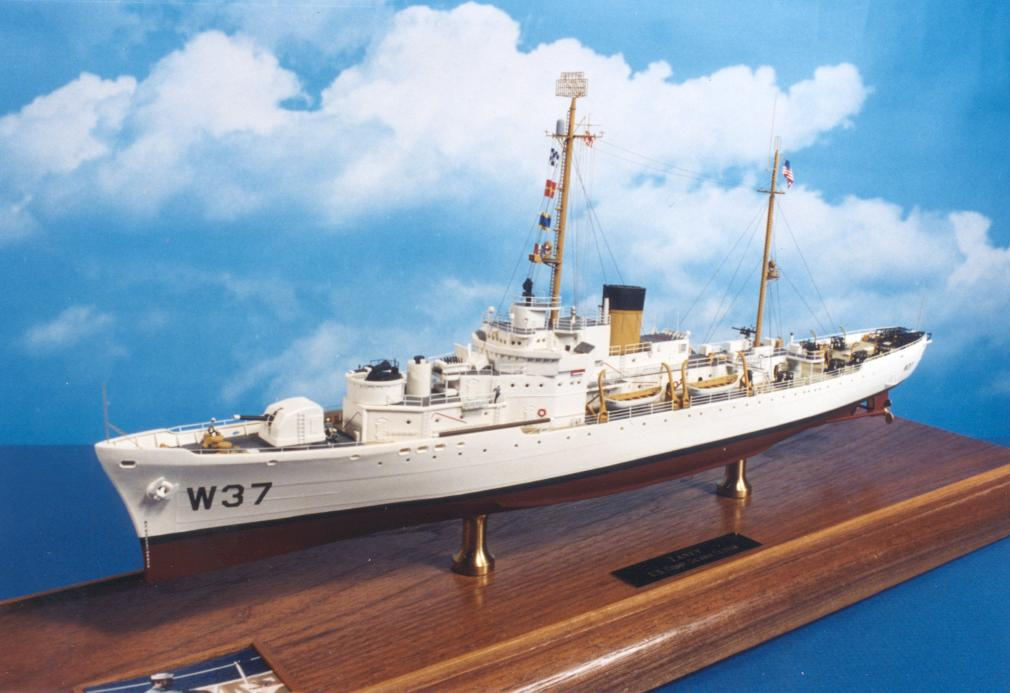
Модель корабля береговой охраны США «Тэни»
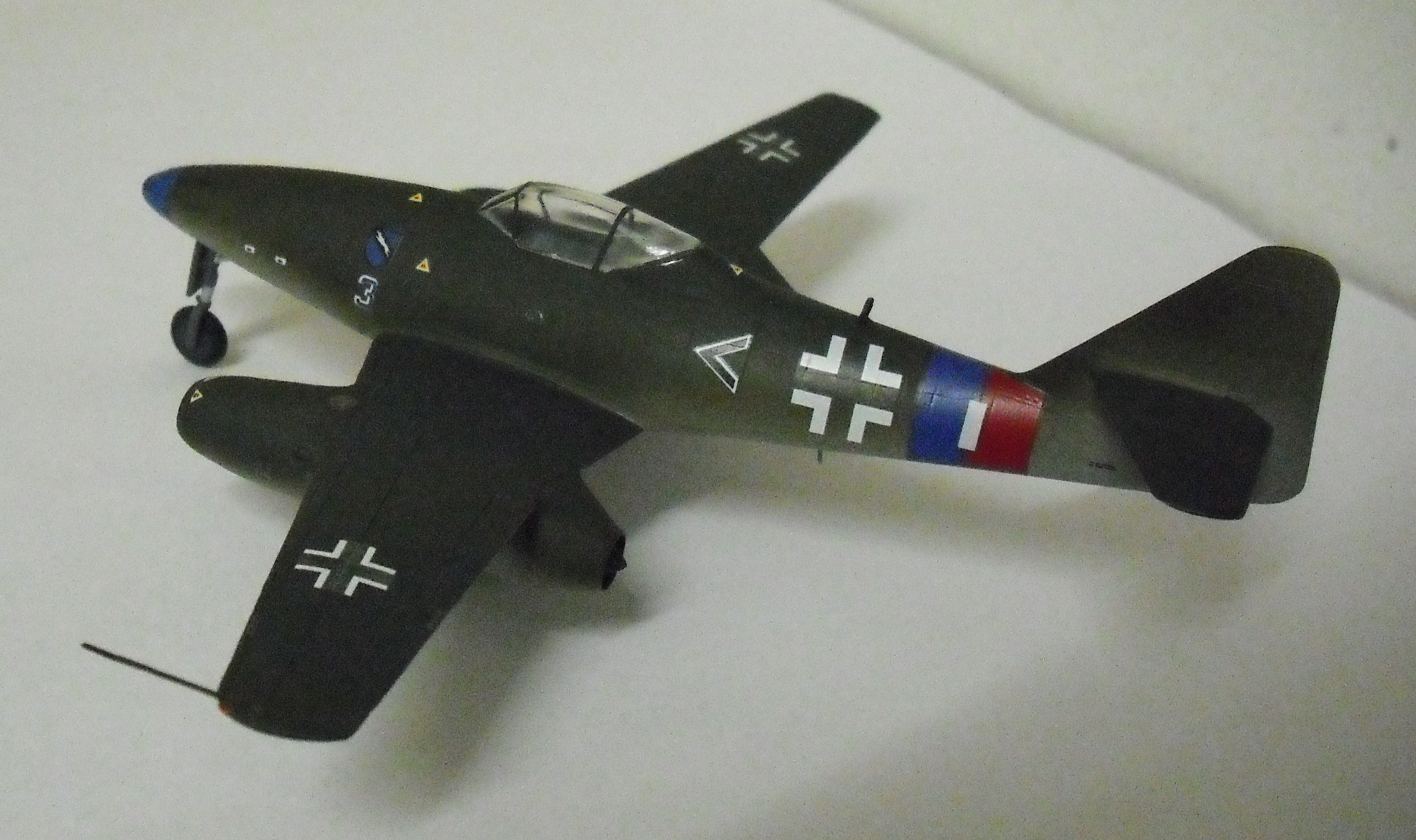
Модель самолёта Messerschmitt Me.262